# Edge (revista)
Edge fue una revista publicada por Globus para el mercado español desde abril de 2006. La versión española era una adaptación de la publicación británica del mismo nombre, editada en Gran Bretaña por Future Publishing desde 1992. Dejó de publicarse cuando cerró definitivamente en abril de 2009, debido a su baja aceptación y número de ventas.
Edge era distribuida para España con el objetivo de abarcar la información sobre el mundo de los videojuegos, tanto de consolas como PC, intentando enfocarse a un público más experimentado en el género. Su fecha de publicación era mensual.

## Secciones
Edge, contaba con estas secciones fijas:
- Start: En esta sección se abarcan algunas noticias y entrevistas sobre el sector de los juegos.

- Primicias: Página dedicada a los juegos en desarrollo o de próxima aparición.

- Cosas sobre Japón: En esta parte, se comentan asuntos sobre los videojuegos en el país nipón.

- Lo más: Primeras valoraciones de juegos a punto de salir al mercado.

- Nuevo: Análisis de los juegos más relevantes puestos a la venta recientemente.

- Va de retro: Se lanza una retrospectiva sobre un juego lanzado con anterioridad, comentándose la aceptación que tuvo este en la industria.

- The making of: Sección donde se desgrana el proceso de producción de un videojuego lanzado con anterioridad.

- Creadores: Parte de la publicación donde aparecen los datos de una desarrolladora de videojuegos.

- A fondo: Sección dedicada al conocimiento de las herramientas de programación de los videojuegos.

- Columnas de opinión: Generalmente son tres y en ellas expertos en videojuegos comentan su opinión sobre temas de la industria del juego en cualquiera de sus niveles: ya sea económico, social...

- Fórum: Sección abierta al lector donde se le da la posibilidad de expresar su opinión sobre cualquier asunto.

Además, en la revista suele haber numerosos reportajes, no solo sobre los juegos, sino también entrevistas a desarrolladores.

## Críticas a la revista

### Traducción
La versión de la revista traduce la mayoría de artículos y reviews de la versión original inglesa. Sin embargo, durante los primeros números hubo fallos de traducción criticados en diversos foros, debido a que los textos traducidos no eran correctamente revisados por los propios redactores. Esos errores de traducción han continuado a lo largo de los números posteriores incluso con traducciones automatizadas que no han sido revisadas. Posteriormente, a partir de 2007, se observó una gran mejora en este aspecto, que posiblemente estuviese motivada por los cambios en el equipo de la revista. Los siguientes ejemplos de mala traducción pertenecen al número de junio de 2007:

Como canal de animacíon, Morpheme consiste en un ligero motor multiplataforma para PlayStation 3, Xbox 360 y PC, llamado Morpheme:runtime, que va integrado entre la máquina del juego principal y un entorno competente, Morpheme:connect. Esto se utiliza como una interfaz visual donde la lógica de animación y mezcla se puede crear, editar y retocar utilizando gráficos de transición y árboles de mezclas y revisar utilizando el previsualizador 3D. Se incluye soporte para el pad control del juego, guion (escritura) Lua y compatibilidad con la mayoría del complejo procedimiento de tecnología de animación

Surgido de la experiencia de la compañía en rigidez del cuerpo y física ragdoll, Havok Behavior es una herramienta para animadores y un runtime SDK para programadores. Se construye sobre un sistema de dirección que abarcan ventajas tales como equipos, ataduras de piel/engranados y clips de animación . La herramienta de creación expone dinámicas de animación tales como máquinas jerárquicas en estado finito y mezclan armazones de una manera intuitiva. El SKD integra el sistema de animación del juego y le permite unirse al sistema de IA del juego de modo que los acontecimientos pueden cambiar las animacinoes en movimiento.

Uno de los productos se adquirió cuando Autodesk compró Alias (también fue uno de los productos adquirido cuando Ailas compró Kaydara), ha llevado un tiempo a la empresa saberse cerca de HumanIK. A diferencia de productos tales como 3ds Max y Maya, HumanIK es un componente runtime que los promotores necesitan integrar en su propia máquina de juego. Esto requiere modelo de negocio diferente y otro apoyo que el que Autodesk ha ofrecido por regla general. Pero, siguiendo el reciente acuerdo de EA y el trabajo anterior con Ubisoft, parece que Autodesk buscará despertar interés en esta tecnología dinámica de caracteres de animación que utiliza un enfoque cinemático inverso para crear movimiento en juego. También ofrece una opción de objetivos de modo que la animación se puede aplicar a esqueletos de diferentes tamaños y jerarquías

### Puntuación de juegos
Aunque por norma general se respetan las notas de la versión inglesa, la versión española de Edge ha realizado algunas reviews por cuenta propia, siendo una de las más criticadas la realizada al videojuego para PSP Gangs of London. A pesar de que en la versión inglesa de la revista se llevó un 3/10 (malo), la versión española de la revista le otorgó un 7/10 (notable) en su edición n.º 5. La dirección de la revista, a través de la sección Fórum, contestó la polémica a un lector que se quejó del cambio en la edición n.º 7 de la misma.

Para nosotros el análisis de Gangs Of London también resultó una sorpresa ya que no estaba en las previsiones que manejamos, y por ello hicimos un análisis por nuestra cuenta con el juego original. Todo es discutible, pero sin la referencia del comentario en inglés, quizá en 7 sea mucho, pero tampoco creemos que se merezca un 3. Quizá no les gustó que el protagonista sea un cuestionable cantante en nuestro país o llenar Londres de gánsteres. En todo caso, cuando el juego lo merezca intentaremos sacarlo comentando lo antes posible arriesgándonos a las críticas.

Pese a todo, las subidas de notas en la versión española han sucedido en ocasiones posteriores: El juego Jericho obtuvo un 5 en la versión inglesa, pero en la española se subió la nota, hasta obtener un 7. El juego "Formula One Championship Edition" para PlaySattion3 obtuvo un 4 originalmente que pasó a ser un 7 en la edición española. Desde varios foros de videojuegos se han criticado esas modificaciones, ya que no tiene en cuenta las notas de la versión original británica y siempre puntúan al alza.
Otro problema recurrente con las notas es que todos los análisis de juegos puntuados con notas bajas en la edición original son directamente eliminados de la edición española. Por ejemplo, en el número de marzo de 2008 los juegos "Speedball 2 Tournament" (5/10), "Soldier of Fortune: Payback" (4/10), "Dragoneer's Aria" (4/10) y "Soul Calibur Legends" (2/10) fueron suprimidos de la sección de análisis de la edición española quedando solo juegos puntuados más favorablemente con al menos (6/10).

### Portadas
La modificación de portadas para introducir contenido o cambiar titulares, alterando el diseño original, ha sido una práctica habitual en los números españoles, lo que ha supuesto varias críticas a su labor.
En la edición de junio de 2006, cuya portada fue otorgada al juego "Heavenly Sword", se modificaron los siguientes contenidos de la original en la edición española:
- Se sustituyó el encabezado donde figuran todos los sistemas que la revista trata, para que Playstation apareciera en primer lugar en vez de Nintendo (que queda oculto en esta ocasión) como sucede en la edición original.
- El texto central de la edición original es (en referencia a "Heavenly Sword") es "What developing on PS3 is really like" ("Cómo es realmente crear en PS3"). En la edición en castellano se sustituyó por "El juego de más éxito del E3 " cuando en realidad "Heavenly Sword" no solo no obtuvo ningún galardón en la feria "E3", sino que el juego más reconocido (premio al mejor juego incluido) fue "Bioshock".
- El título destacado de "Revolution Redefined" que hacía referencia al nombre del prototipo de la consola Wii de Nintendo, no aparece en la portada en castellano y en su lugar se publica "E3, El Show".

## Puntuaciones
A lo largo de toda su historia la publicación inglesa ha puntuado con un 10 solo a los siguientes juegos:
- Super Mario 64, Nintendo 64 (Nº35)
- Gran Turismo, PlayStation, PlayStation 2, PlayStation 3 (Nº55)
- The Legend of Zelda: Ocarina of Time, Nintendo 64 (Nº66)
- Halo, Xbox (Nº105)
- Half-Life 2, Microsoft Windows (Nº143)

A partir de su publicación en España:
- Halo 3, Xbox 360 (Nº181) -Número 19-
- The Orange Box, Microsoft Windows, Xbox 360, PlayStation 3 (Nº182) -Número 20-
- Super Mario Galaxy, Wii (Nº183) -Número 21-
- Grand Theft Auto IV, Microsoft Windows, Xbox 360, PlayStation 3 (Nº188) -Número 26-
- LittleBigPlanet, PlayStation 3 (Nº193) -Número 31-
- Super Mario Galaxy 2, Wii
- The Legend of Zelda: Skyward Sword, Wii
- The Legend of Zelda: Breath of the Wild, WiiU, Nintendo Switch